# Roger Bauer
Roger Bauer (* 4. Dezember 1918 in Oberseebach; † 18. Juni 2005 in München) war ein französischer Literaturwissenschaftler.

## Leben
Bauer studierte von 1936 bis 1939 und 1942 bis 1943 Germanistik, Klassische Philologie, Romanistik, Geschichte in Straßburg und Clermont-Ferrand. Nach dem Militärdienst und der Agrégation d’allemand 1946 in Paris hatte er verschiedene Stellen als Lehrer inne. Zwischen 1955 und 1962 war er Leiter des Institut français Köln, lehrte aber auch an der Universität Bonn.
Bauer wurde 1962 zum ordentlichen Professor für Vergleichende Literaturwissenschaft an der Universität des Saarlandes ernannt. Zwischen 1965 und 1969 bekleidete er ein Ordinariat als Professeur de langue et littérature allemande in Straßburg. Von 1969 bis zur Emeritierung 1987 lehrte er als ordentlicher Professor Neuere deutsche Literaturgeschichte und Vergleichende Literaturwissenschaft an der LMU München.
Bauer beschäftigte sich intensiv mit der Literatur Österreichs. 1977 wurde er korrespondierendes Mitglied der Akademie der Wissenschaften und der Literatur in Mainz, im Folgejahr ordentliches Mitglied der Deutschen Akademie für Sprache und Dichtung in Darmstadt. 1991 wurde er zudem Mitglied der Académie des Marches de l’Est in Straßburg.
1983 wurde Bauer mit dem Österreichischen Ehrenkreuz für Wissenschaft und Kunst 1. Klasse ausgezeichnet; 1988 wurde er zum Commandeur der Palmes académiques ernannt.

## Schriften (Auswahl)
- Die Welt als Reich Gottes. Grundlagen und Wandlungen einer österreichischen Lebensform. Wien 1974, ISBN 3-203-50505-3.
- Laßt sie koaxen, die kritischen Frösch’ in Preußen und Sachsen! Zwei Jahrhunderte Literatur in Österreich. Wien 1977, ISBN 3-203-50609-2.
- Das Treibhaus oder der Garten des Bösen. Ursprung und Wandlung eines Motivs der Dekadenzliteratur. Wiesbaden 1979, ISBN 3-515-03234-7.
- Die schöne Décadence. Geschichte eines literarischen Paradoxons. Frankfurt am Main 2000, ISBN 3-465-03061-3.